# Матвиенко, Николай Ефимович
Николай Ефимович Матвиенко (1914—1990) — подполковник Советской Армии, участник советско-финской и Великой Отечественной войн, Герой Советского Союза (1940).

## Биография
Николай Матвиенко родился 11 апреля 1914 года в селе Пески (ныне — Лохвицкий район Полтавской области Украины). После окончания семи классов школы работал слесарем на заводе в Макеевке. В 1936 году Матвиенко был призван на службу в Рабоче-крестьянскую Красную Армию. В 1939 году он окончил курсы младших лейтенантов.
Участвовал в боях советско-финской войны, будучи командиром взвода 307-го отдельного танкового батальона 80-й стрелковой дивизии 13-й армии Северо-Западного фронта. 3 марта 1940 года взвод Матвиенко преследовал отходящие финские войска в районе станции Хейнъёки (ныне — Вещево Выборгского района Ленинградской области) и проделал проход в минном поле, благодаря чему танки и пехота смогли продолжить движение.
Указом Президиума Верховного Совета СССР от 7 апреля 1940 года за «образцовое выполнение боевых заданий командования на фронте борьбы с финской белогвардейщиной и проявленные при этом отвагу и геройство» младший комвзвод Николай Матвиенко был удостоен высокого звания Героя Советского Союза с вручением ордена Ленина и медали «Золотая Звезда» за номером 405.
Участвовал в боях Великой Отечественной войны. В 1948 году окончил партшколу при ЦК КП УССР. В 1956 году в звании подполковника Матвиенко был уволен в запас. Проживал в городе Навои Узбекской ССР, руководил городским комитетом народного контроля. Выйдя на пенсию, переехал в город Лермонтов Ставропольского края. Скончался 10 января 1990 года, похоронен в Лермонтове.

## Признание
Был также награждён орденами Отечественной войны 1-й и 2-й степеней, рядом медалей.
Его имя присвоено улице и тренировочной площадке на стадионе «Бештау» города Лермонтова.